# St. Martin (Hachmühlen)

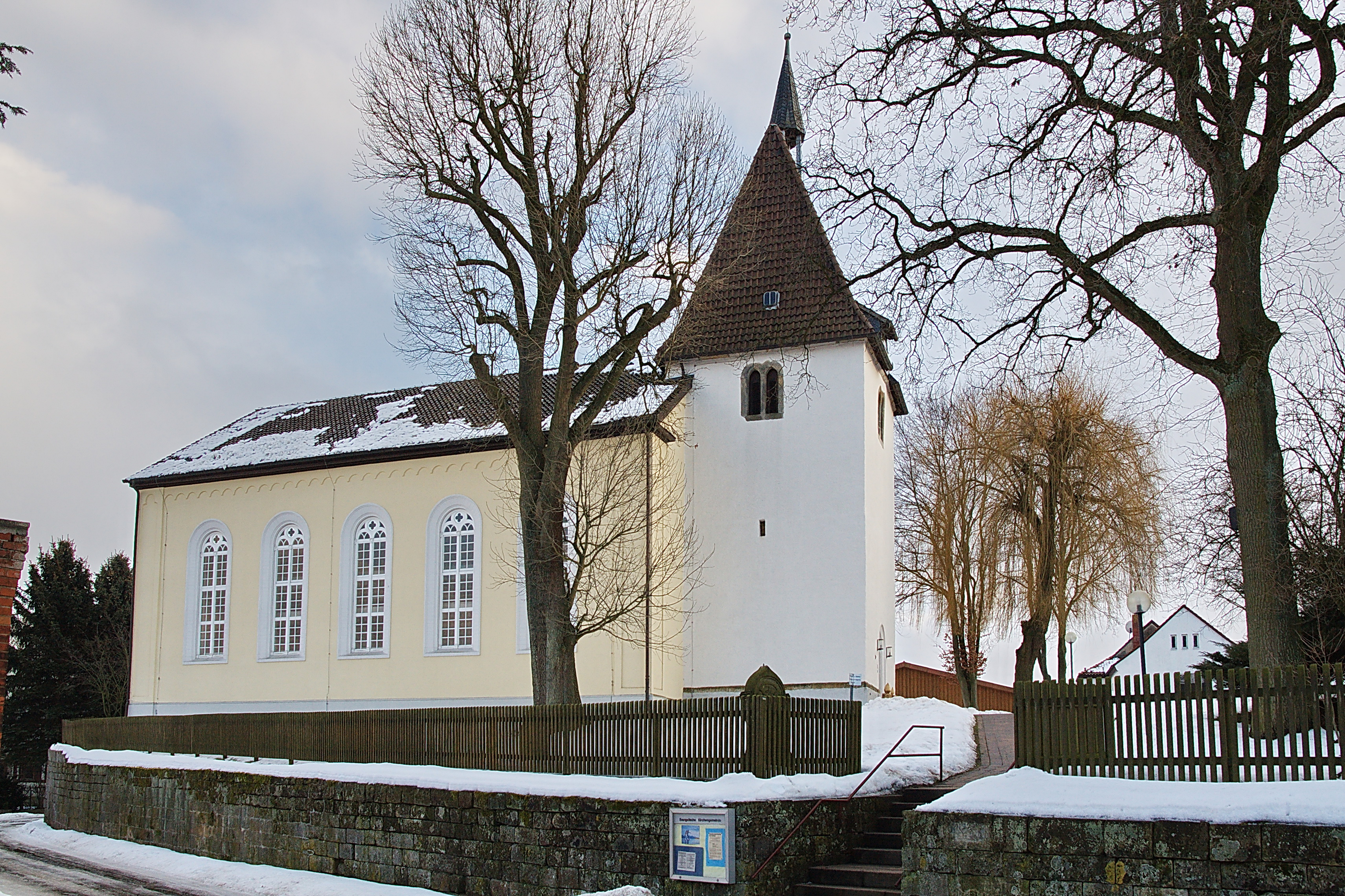
St. Martin

Die evangelisch-lutherische, denkmalgeschützte Kirche St. Martin steht in Hachmühlen, einem Ortsteil der Stadt Bad Münder am Deister im Landkreis Hameln-Pyrmont von Niedersachsen. Die Kirchengemeinde gehört zum Kirchenkreis Hameln-Pyrmont im Sprengel Hildesheim-Göttingen der Evangelisch-lutherischen Landeskirche Hannovers.

## Beschreibung
Von der mittelalterlichen Kirche aus dem 13. Jahrhundert ist noch der Kirchturm erhalten. Das rechteckige Langhaus mit fünf Achsen aus verputzten Bruchsteinen wurde 1840–42 unter dem Einfluss von Ludwig Hellner angefügt. Der Turm im Westen ist mit einem Walmdach bedeckt, aus dem sich ein Dachreiter erhebt. Er hat spitzbogige Biforien als Klangarkaden. Unter der Dachtraufe des mit Ecklisenen versehenen Langhauses befindet sich ein Bogenfries. Die Fenster und die Portale sind im Rundbogenstil ausgeführt. Die Bogenfenster des Langhauses sind oben durch einen Vierpass im Maßwerk gestaltet. Der Innenraum ist mit einer gekehlten Flachdecke überspannt. Die Kirchenausstattung aus der Erbauungszeit wurde von Hellner entworfen. Die Orgel mit 17 Registern, verteilt auf zwei Manuale und ein Pedal, wurde 1842 von Philipp Furtwängler erbaut.